# Aleksandr Andreevič Ivanov (pittore)
Aleksandr Andreevič Ivanov (in russo Александр Андреевич Иванов?; San Pietroburgo, 16 luglio 1806 – San Pietroburgo, 3 luglio 1858) è stato un pittore russo.

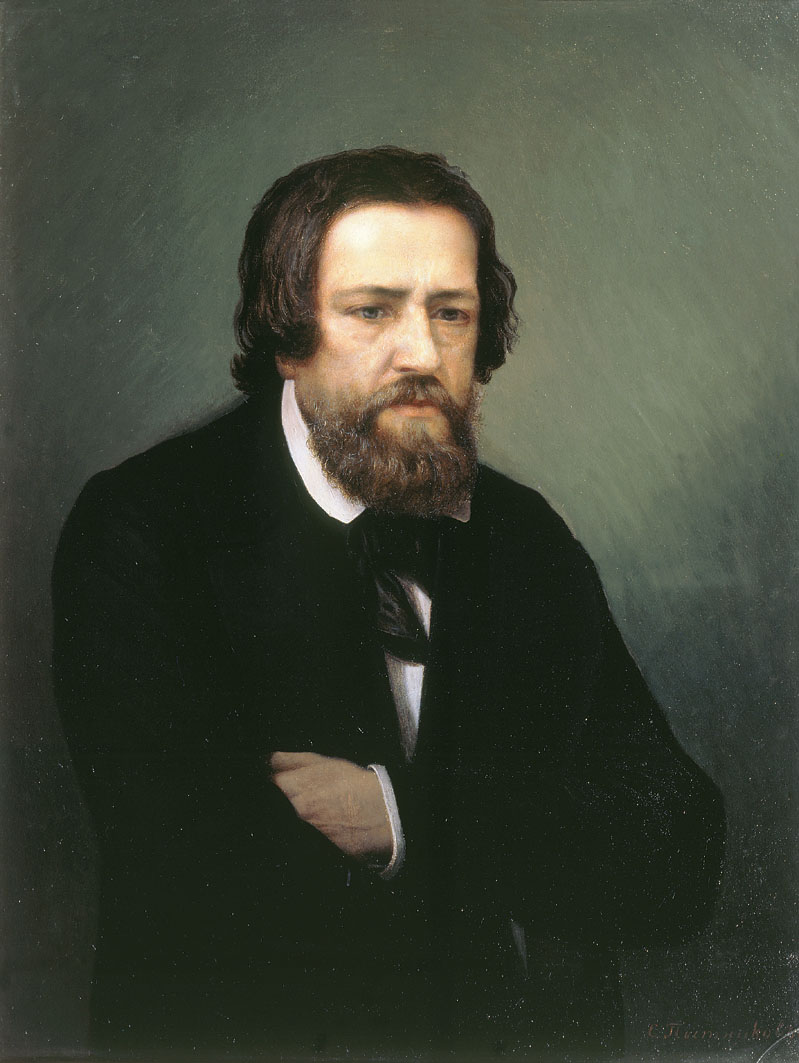
Aleksandr Andreevič Ivanov

Nato in una famiglia di pittori, a undici anni cominciò i suoi studi come allievo esterno presso l'Accademia Imperiale d'Arte sotto l'attenta guida del padre, Andrea Ivanov, insegnante di pittura. Ben presto, grazie al suo talento di disegnatore, ottenne due medaglie d'argento; nel 1824 e nel 1827 due medaglie d'oro. Grazie all'intervento di un'associazione di mecenati, ebbe la possibilità di continuare a studiare all'estero; nel 1830 partì per la Germania (Dresda e Monaco) e successivamente raggiunse l'Italia, dove svolse in gran parte la sua attività pur continuando a mantenere sempre stretti contatti con la patria.
A Roma i suoi primi lavori furono ispirati alla pittura michelangiolesca che poté ammirare nella Cappella Sistina, oltreché alla classicità, a Leonardo, a Raffaello e alla pittura veneziana, e creò già da allora una serie di schizzi su vari soggetti biblici. Accostatosi al gruppo dei Nazareni, allora operanti a Roma, dipinse il suo capolavoro L'apparizione del Messia al popolo, per il quale impiegò venti anni (1836-1857).

Nel 1858 decise di far ritorno in Russia e portò con sé a Pietroburgo anche quel quadro. La mostra delle sue opere, organizzata in uno dei saloni dell'Accademia d'Arte, ebbe un grandissimo successo e produsse una forte impressione nell'intellighenzia della Capitale. A causa di un'epidemia di colera Ivanov perì quello stesso anno, al culmine della fama.

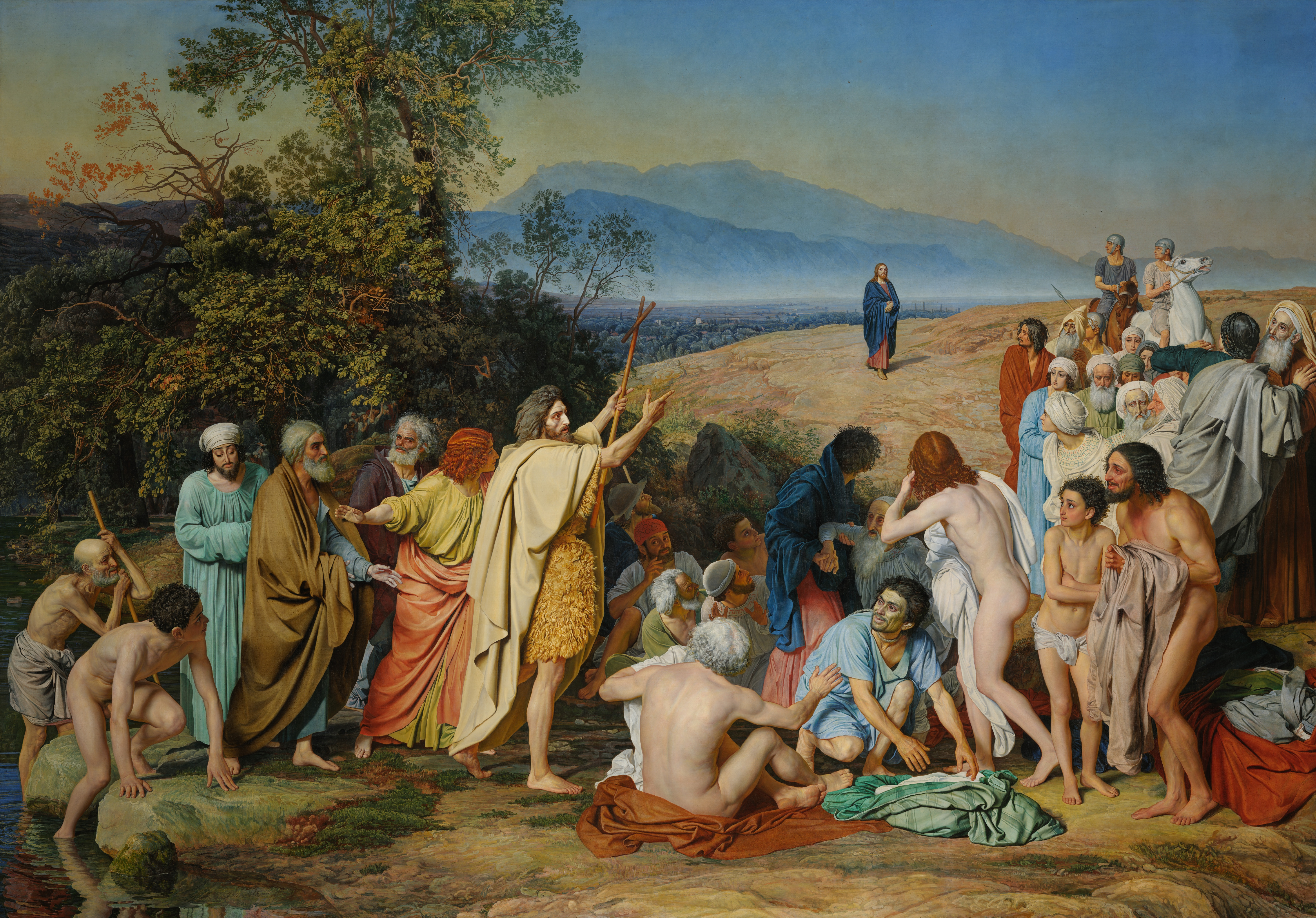
L'apparizione del Messia al popolo (1837-1857), Mosca, Galleria Tret'jakov

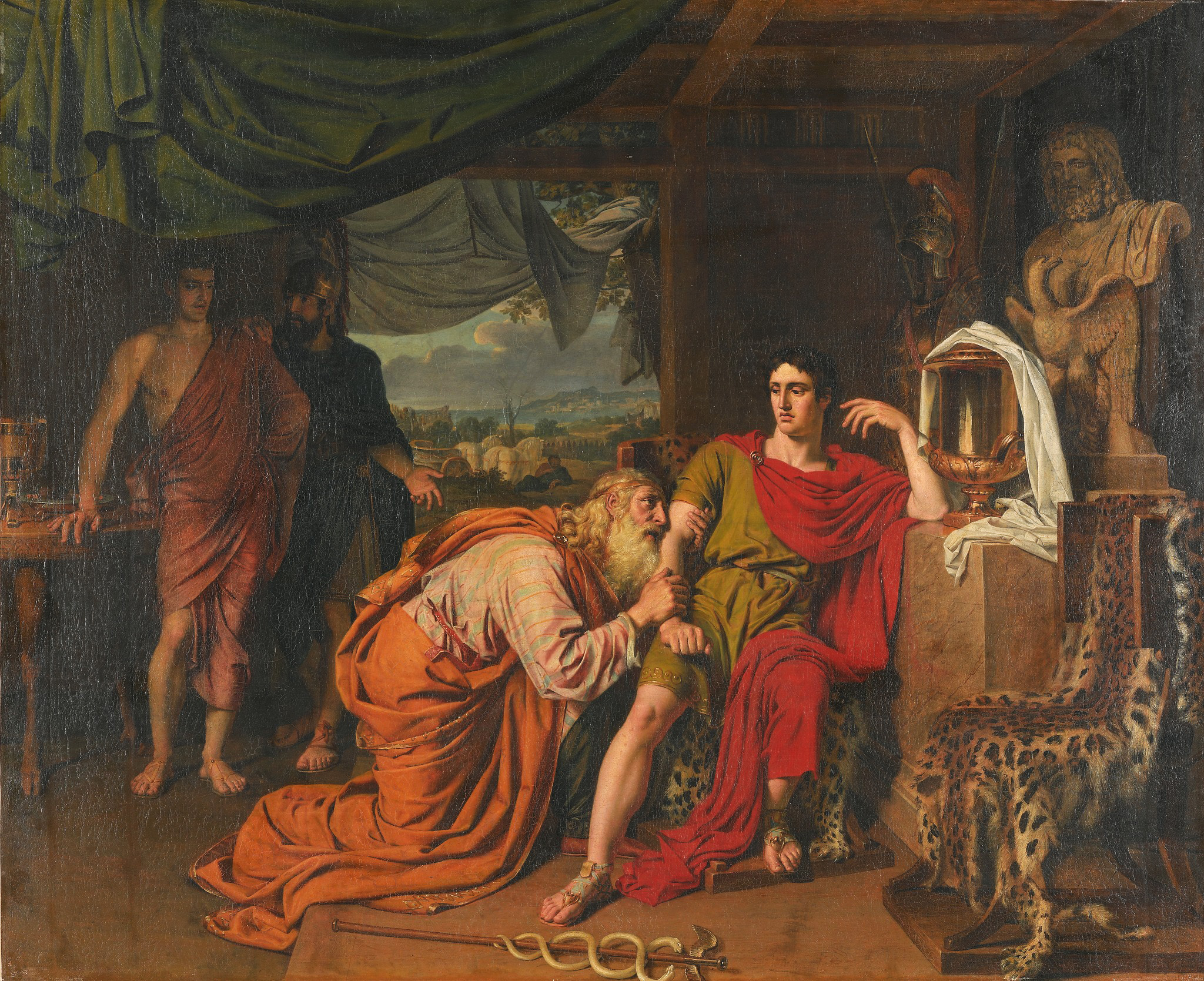
Priamo prega Achille di restituirgli il corpo di Ettore (1824)
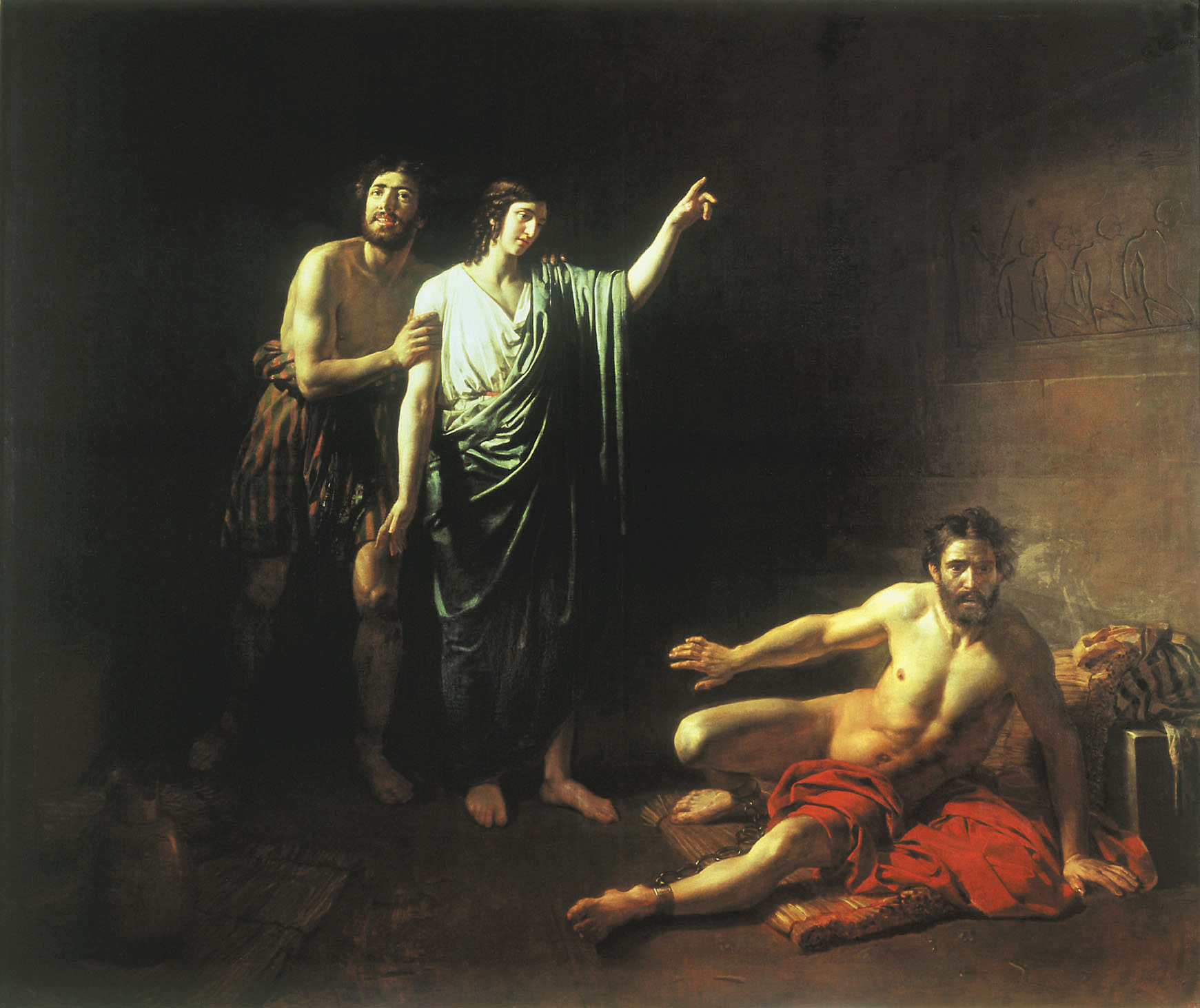
Giuseppe nella cella (1826)
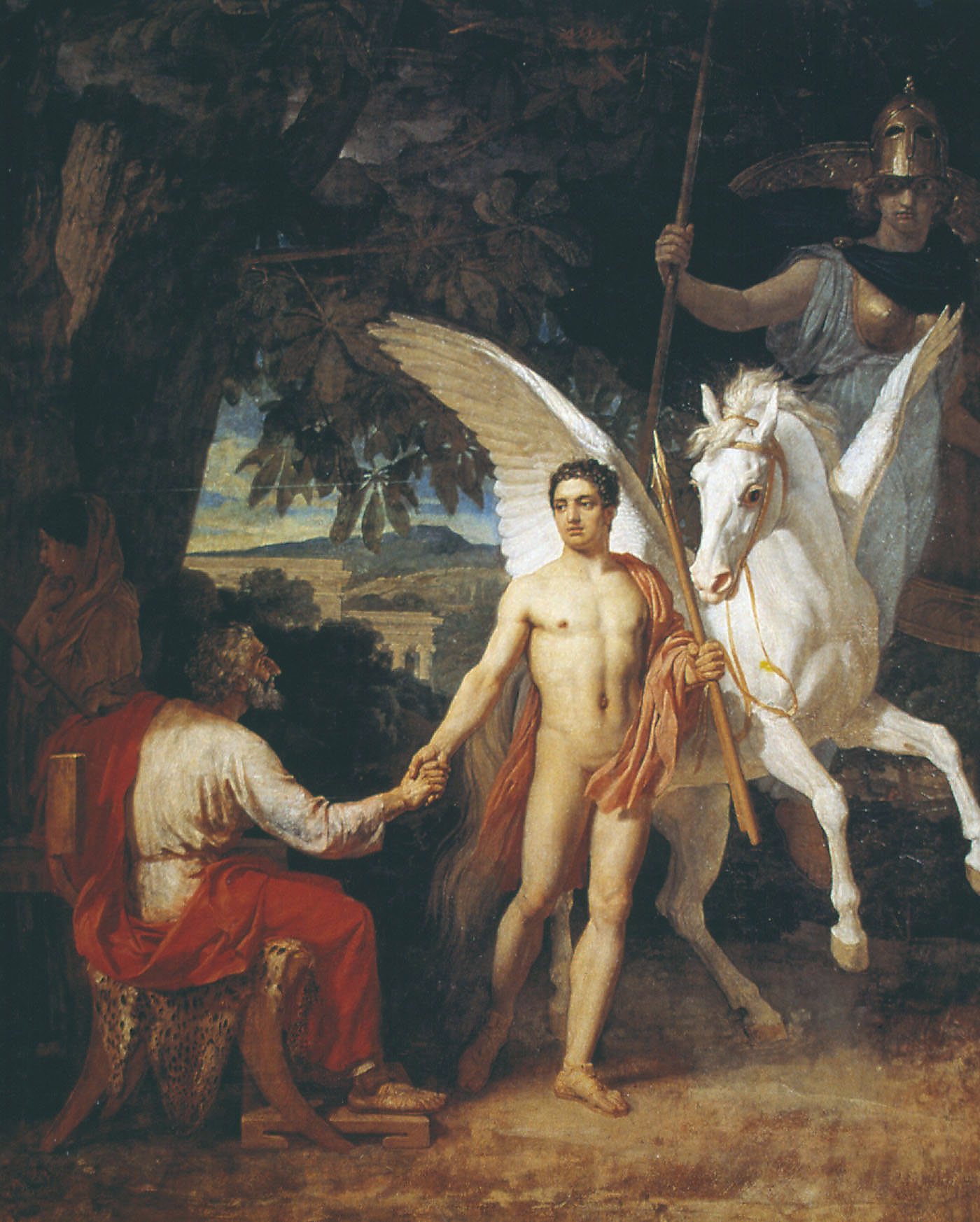
Bellerofonte si prepara a combattere la Chimera (1829)
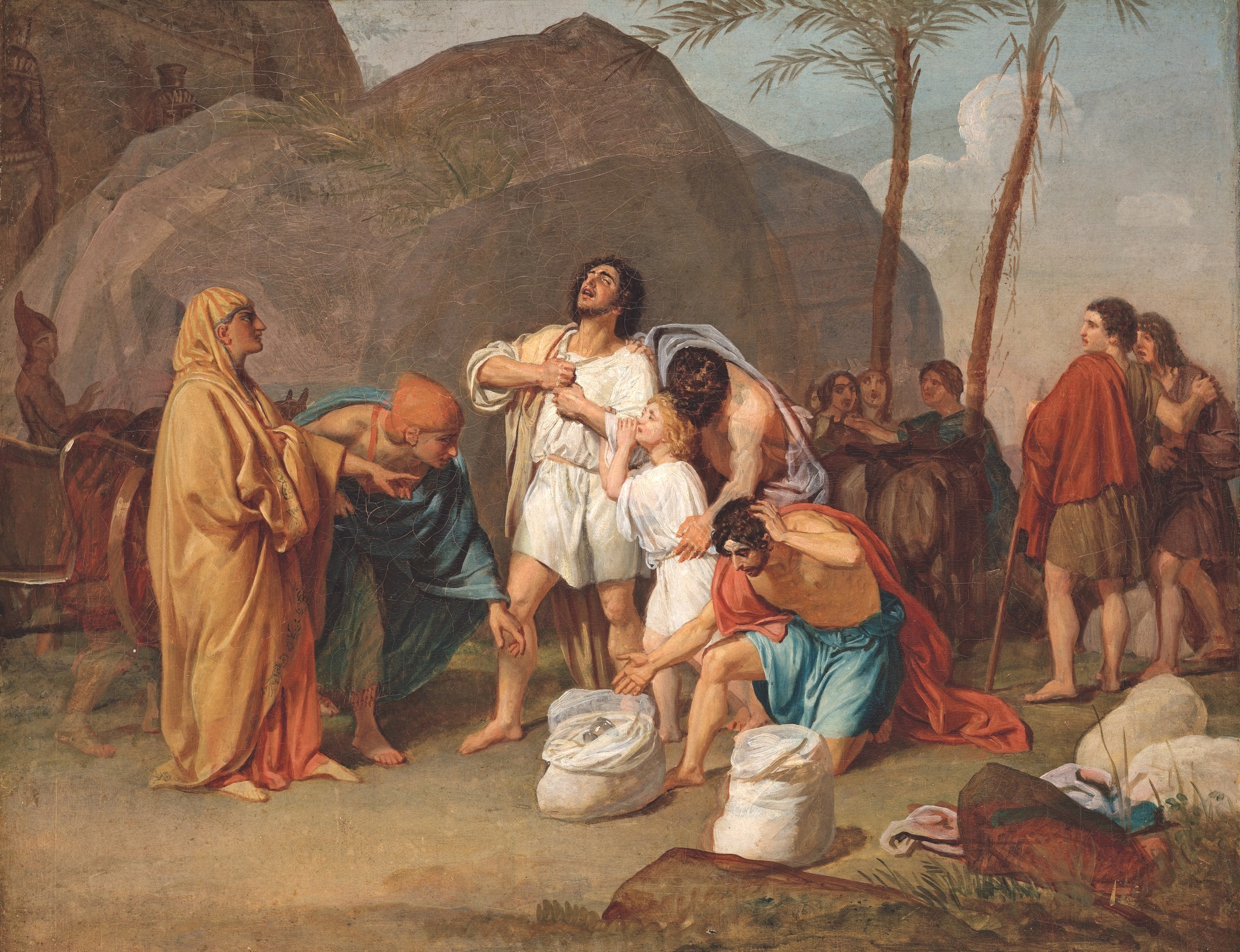
I fratelli di Giuseppe trovano la coppa d'argento nella borsa di Beniamino (1831-1833)
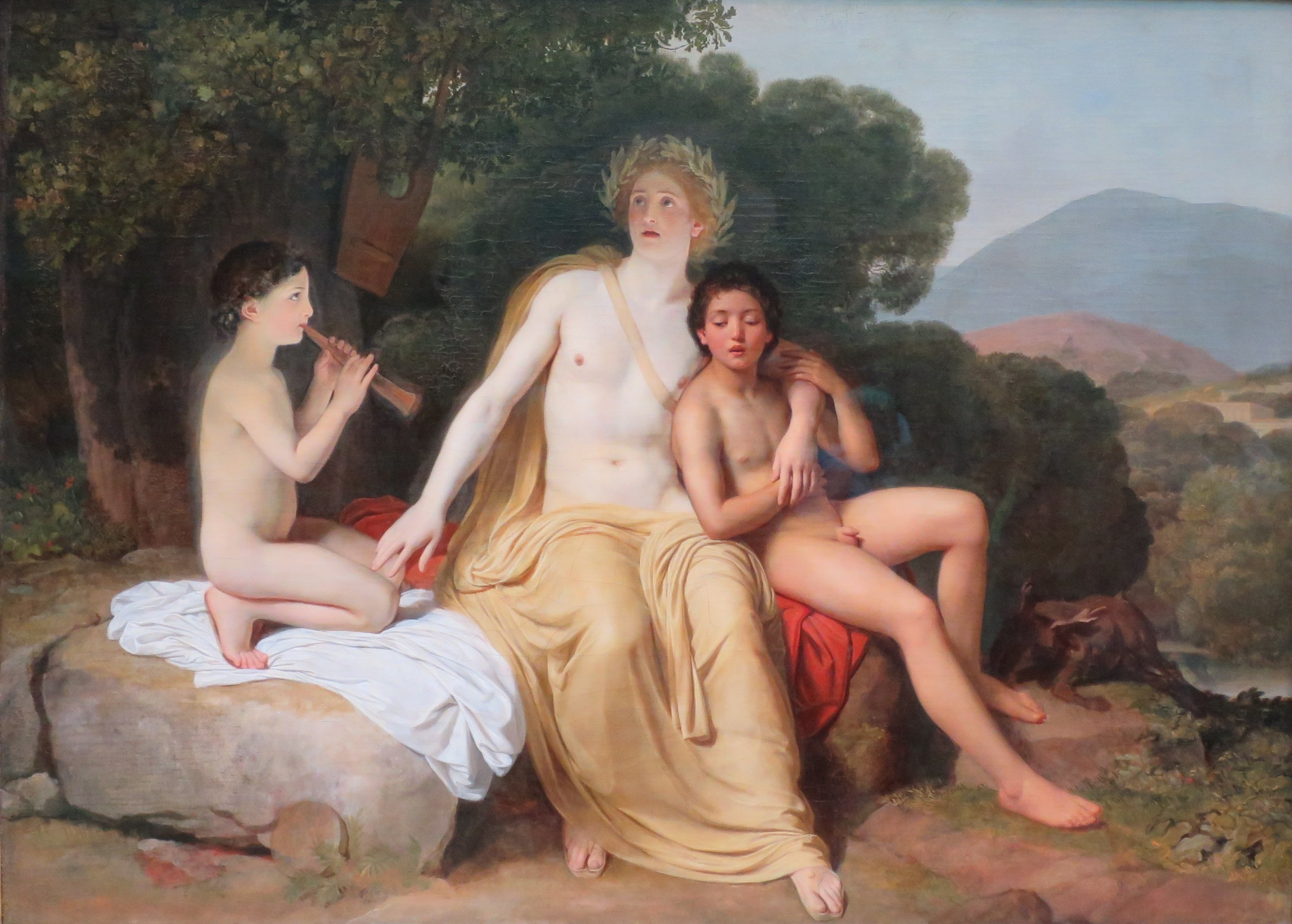
Apollo, tra Giacinto e Ciparisso (1834)
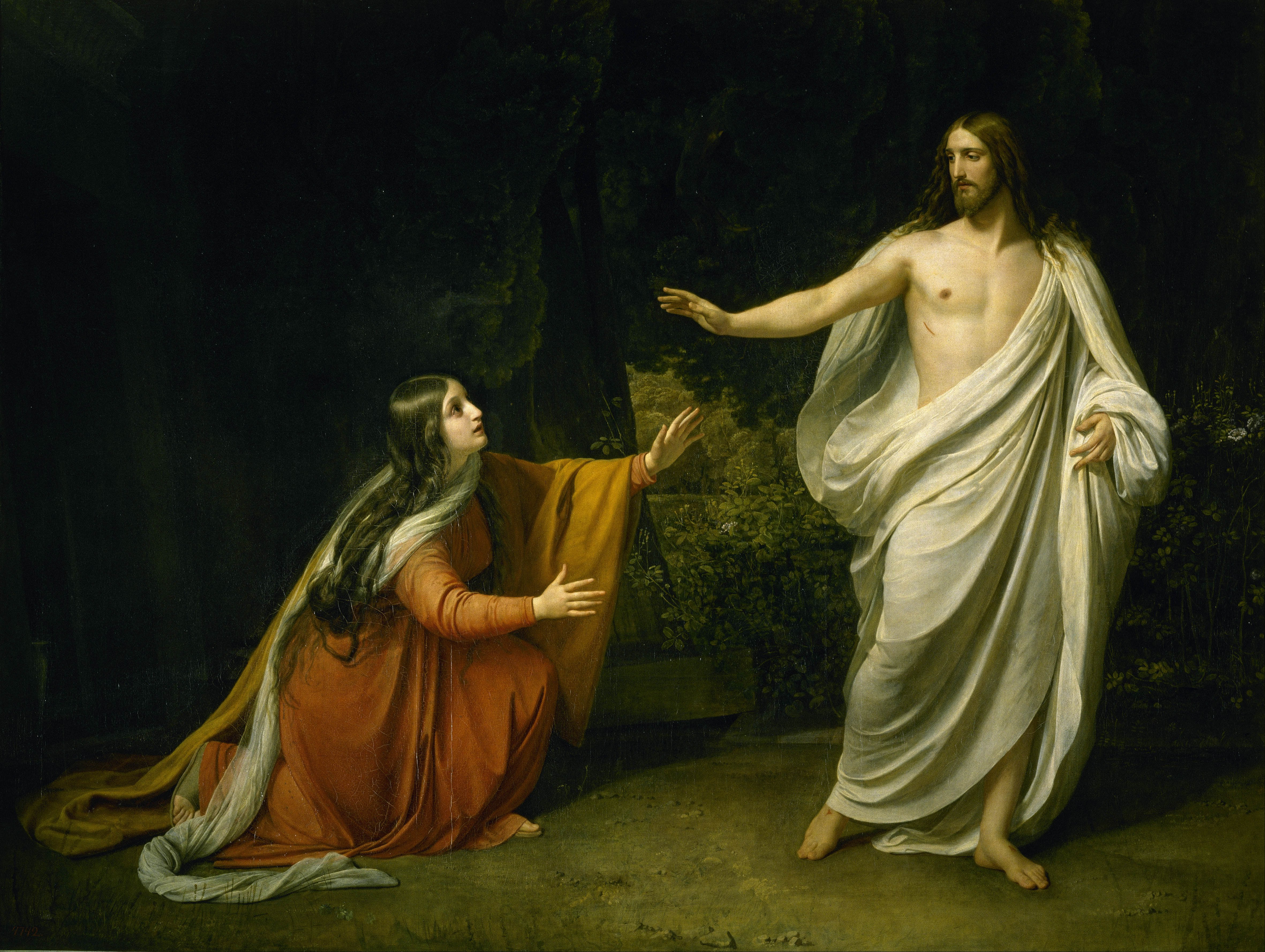
L'apparizione di Cristo a Maria Maddalena dopo la Resurrezione (1835)